# Франци Блашковић
Франци Блашковић (Франко) (Пула, 1947), хрватски је кантаутор, музичар, оснивач неформалне кабаре-рок групе Gori Ussi Winnetou (1986). Крајем 70-их и почетком 80-их година са супругом 20. века Аринком Шегандо Блашковић наступао је у панк-рок бенду Аринка и Тингл-Тангл из Пуле.
На својеврстан начин учествује у културним и политичким збивањима на подручју Истре, хрватске и бивше Југославије. Алтернативни приступ музици и имиџу проистекао је из неколико фаза рокерског бунта,, кокетирања са политичком влашћу и опозицијом на "њихову распродају територија и културног идентитета Истре". 
Одбио је номинацију за извођача године у склопу хрватске националне музичке награде Златна кугла (Zlatna Koogla).
Председник је Лиге за бој против туризма. Заједно са Будимиром Жижовићем и Наданом Ројнићем објавио је књигу "United Fumadorssss" (1993), а са Драгом Орлићем књиге "Даж дажди миш прди" (1998). и "Ис-три-јанци" (2005).